# Південно-Західний економічний район

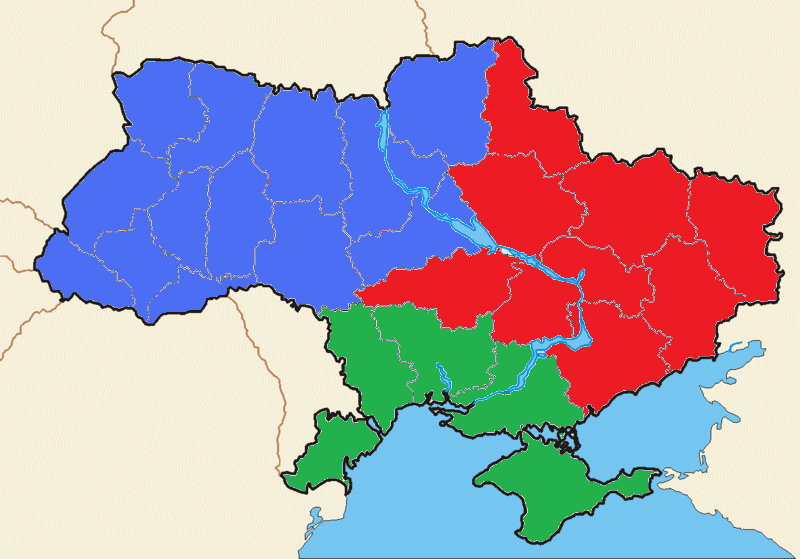
Економічні райони Української РСР. Червоний - Донецько-Придніпровський, синій - Південно-Західний, зелений - Південний

Південно-Західний економічний район — один з 19 економічних районів СРСР, розташований головним чином у Правобережній Україні. Складався з 13 областей УРСР:
1. Вінницька область
2. Волинська область
3. Житомирська область
4. Закарпатська область
5. Івано-Франківська область
6. Київська область
7. Львівська область
8. Рівненська область
9. Тернопільська область
10. Хмельницька область
11. Черкаська область
12. Чернігівська область
13. Чернівецька область

Населення — 21 962 тис. осіб (1987).
Основні галузі спеціалізації: різноманітне машинобудування (верстатобудування, автомобілебудування, приладобудування), харчова, легка, хімічна, гірничодобувна промисловість.
Сільське господарство — багатогалузеве. Виділяється виробництво зерна, соняшнику, цукрових буряків. Тваринництво (молочно-м'ясне скотарство, свинарство, м'ясо-вовняне вівчарство).
Площа району - 269.4 тис. км²

## Географія району
Північна частина району зайнята Поліською і Придніпровською низовинами, південна — Волинської, Подільської і Придніпровської височинами, розчленованими долинами (Дніпра, Десни, Прип'яті, Дністра, Південного Бугу і ін.), ярами і балками. На крайньому Пд.-Зх. Карпати і Закарпатська низовина. Ґрунти на З. (у Поліссі) переважно дерново-підзолисті і болотні, на Пд. (зона лісостепу) — звичайні чорноземи і сірі опідзолені. У районі є родовища вугілля (Львівсько-Волинський вугільний басейн, Дніпровський буровугільний басейн), нафти (Прикарпаття, Чернігівська область), природного газу (Прикарпаття), торфу, калійної і кухонної солей, сірки (Розділ, Яворів), титанових руд, каоліну, бентонітових глин, озокериту, будматеріалів тощо; мінеральні джерела.
У загальносоюзному територіальному розподілі праці район виділяється розвиненою промисловістю, що переробляє с.-г. сировину,виробництвом різних машин і приладів, багатогалузевим інтенсивним сільським господарством.

## Паливно-енергетична промисловість
Паливно-енергетична промисловість використовує місцеві вугільні, нафтогазові, торф'яні і гідроенергоресурси.
Крупні ГРЕС:
- Трипільська
- Ладижинська
- Бурштинська
- Добротвірська

ТЕЦ — в Києві, Львові, Чернігові.
ГЕС. На Дніпрі побудовані Київська і Канівська ГЕС.
АЕС. Чорнобильська АЕС, Рівненська АЕС
Чигиринська ГРЕС, Дністровська ГЕС.

## Промисловість
Одна з найважливіших галузей промисловості — машинобудування і металообробка, зосереджена переважно в Києві (виробництво верстатів-автоматів, хімічного устаткування, суден, приладів, екскаваторів, мотоциклів, мед. інструментів і ін.) і Львові (виробництво автобусів, автонавантажувачів, верстатів, приладів, мотовелосипедів, телевізорів, газової і телефонно-телеграфної апаратури).
Інші центри машинобудування: Чернівці (нафтоапаратура), Бердичів, Фастів, Коростень (устаткування для хімічної промисловості), Вінниця (підшипники, електротехнічні вироби), Хмельницький ([ковальсько-пресове устаткування]), Тернопіль (бурякозбиральні комбайни, електроарматура, авторемонт), Рівне (електротехнічне устаткування), Луцьк (автомобілі) і ін. Завод верстатів-автоматів в Житомирі і Нововолинський завод спеціального технологічного устаткування.
Підприємства хімічної промисловості проводять калійні (Калуш, Стебник), фосфатні (Вінниця), азотні ([Черкаси], Рівне) добрива, хімічного волокна і нитки (Київ, Черкаси, Чернігів, Сокаль) і ін. Нафтопереробні заводи — в Дрогобичі, Львові, Надвірна; заводи гумотехнічних виробів — в Білій Церкві, Києві.
Сірчана промисловість — в Прикарпатті.
З галузей харчової промисловості загальносоюзне значення має цукрова; розвинені також м'ясна, молочна, спиртна, кондитерська, плодоконсервна галузі. Найбільші центри: Київ, Львів, Вінниця, Черкаси, Кам'янець-Подільський, Біла Церква, Чернігів.
Легка промисловість представлена текстильною (Київ, Чернівці, Тернопіль, Черкаси), швейною (Київ, Чернігів, Чернівці, Вінниця, Львів), шкіряно-взуттєвою (Львів, Вінниця, Київ), трикотажною (Київ і ін.), лляною (Житомир, Рівне) і іншими галузями.
Розвинена деревообробна, лісова, целюлозно-паперова промисловість. Меблева промисловість — у Львові, Ужгороді, Києві, Мукачеве, Житомирі, Черкасах. Широко поширено виробництво будматеріалів.

## Сільське господарство
Провідна галузь сільського господарства — землеробство. Посівна площа понад 13 млн га (1977). 48 % посівів займають зернові культури — озима пшениця (2,5 млн га), ячмінь (1,5 млн га), гречка, кукурудза на зерно, зернобобова, жито. З технічних культур обробляють цукровий буряк (1,1 млн га), соняшник, льон-довгунець. Вирощують картоплю, овочі, кормові культури. Союзне значення має хмелярство. У районі зосереджено 46,9 % загальної площі садів УРСР. Виноградарство — в Закарпатті і Придністров'ї. Площа осушених земель 2016,2 тис. га (1976). Поголів'я (на 1 січня 1978, млн): великої рогатої худоби 12,1 (49 % поголів'я УРСР), зокрема корів 4,6 свиней 8,3; овець і кіз 2,5. Розвинені птахівництво, бджільництво і ставкове рибництво. Навколо крупних міст — приміське сільське господарство.

## Транспорт
Довжина залізниць понад 10 тис. км (1977; густина 37,3 км на 1000 км²).
Основні магістралі: Москва — Київ — Львів — Чоп, Київ — Донбас, Київ — Одеса, Київ — Мінськ.

### Автошляхи
Довжина автодоріг 84,2 тис. км (1976), зокрема з твердим покриттям 60,6 тис. км.
Головні автодороги:
- Ленінград — Київ — Одеса, Харків
- Київ — Львів
- Київ — Москва.

### Судноплавство
Судноплавство по Дніпу, Десні, Прип'яті, Південному Бугу, Дністру.

### Трубопровідний транспорт
Територію району перетинають південна гілка нафтопроводу «Дружба», газопроводи Дашава—Київ, Рудки — Мінськ — Вільнюс — Рига, Шебелінка — Київ.

### Летовища
Найважливіші аеропорти: Бориспіль, Львів.

## Експорт-імпорт
З району вивозяться автобуси, екскаватори, промислове устаткування, прилади, телевізори, радіотехнічні вироби, мотоцикли, цукор, консерви, фрукти, меблі, будматеріали.
Головні предмети ввезення: вугілля, метали, хімікати, нафта, автомобілі, трактори, комбайни, лісоматеріали, будматеріали, риба.